# Douglas XCG-17
Die Douglas XCG-17 (auch bekannt als XCG-47) war ein US-amerikanischer Prototyp, der durch die Umwandlung eines zweimotorigen Flugzeuges der Baureihe Douglas DC-3/C-47 Skytrain als Einzelexemplar für Versuchszwecke bei der Douglas Aircraft Company in Long Beach gebaut wurde. Die United States Army Air Forces testete diesen Prototyp 1946, der als sogenannter Assault Glider als Truppentransporter für den Kampfeinsatz genutzt werden sollte. Der Erstflug fand am 17. Juni 1946 statt.

## Geschichte

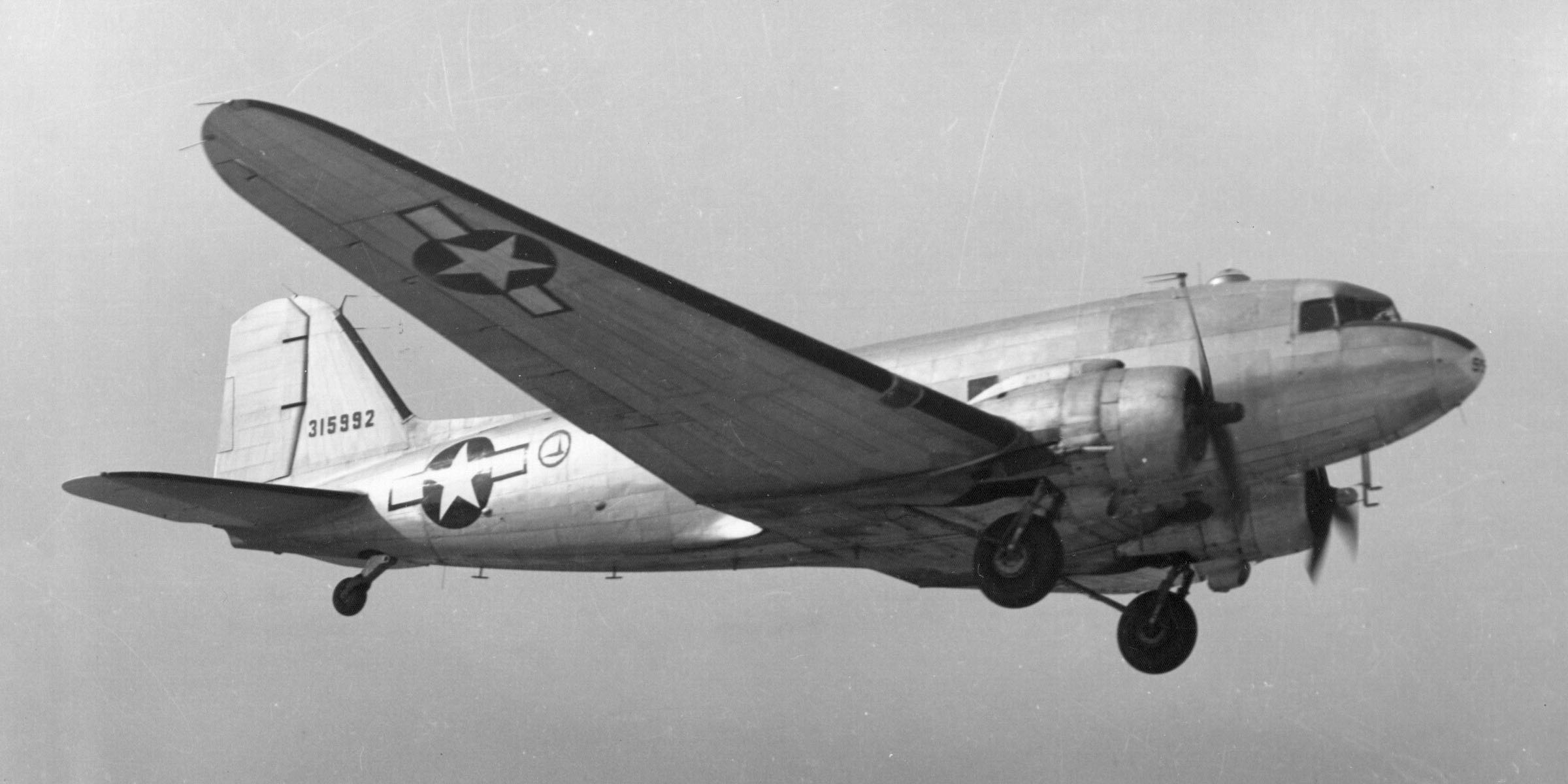
Douglas C-47 Skytrain, Basisversion der XCG-17

Zum einfachen Versuch wurden bei einer C-47 Skytrain mit der Zulassung N69030 die beiden Triebwerke ausgebaut und die Motorgondeln durch eine aerodynamische Haube verschlossen. Die Air Forces planten, die CG-17 im Flugzeugschlepp von der philippinischen Insel Luzon aus nach Tokio in Japan einzusetzen. Dieser Flug war beabsichtigt, um die Eignung von großen Gleitflugzeugen für den Truppentransport im Schleppbetrieb zu beweisen. Nach ersten Testflügen wurde die Konfiguration der XCG-17 jedoch im August 1946 in eine C-47 Skytrain zurückgebaut. Eine Serienproduktion fand nicht statt.

## Technische Daten
Der Frachtraum der XCG-17 verfügte über eine Ladekapazität von rund 6800 kg, alternativ entsprach dies einer Transportmöglichkeit von rund 40 voll ausgerüsteten Soldaten.
- Besatzung: 4 (Pilot, Copilot, Navigator, Funker)
- Kapazität: 40 Soldaten oder Nutzlast von 6.800 kg
- Länge: 19,43 m
- Spannweite: 29,41 m
- Höhe: 5,18 m
- Flügelfläche: 91,70 m²
- Flügelstreckung: 9,4
- max. Startmasse: rund 15.000 kg
- Höchstgeschwindigkeit: 290 mph (467 km/h)
- Reisegeschwindigkeit: 305 km/h bei Flugzeugschlepp
- Stallgeschwindigkeit: 56 km/h
- Beste Gleitzahl: 14